# Agave missionum
Agave missionum là một loài thực vật có hoa trong họ Măng tây. Loài này được Trel. mô tả khoa học đầu tiên năm 1913.

## Hình ảnh

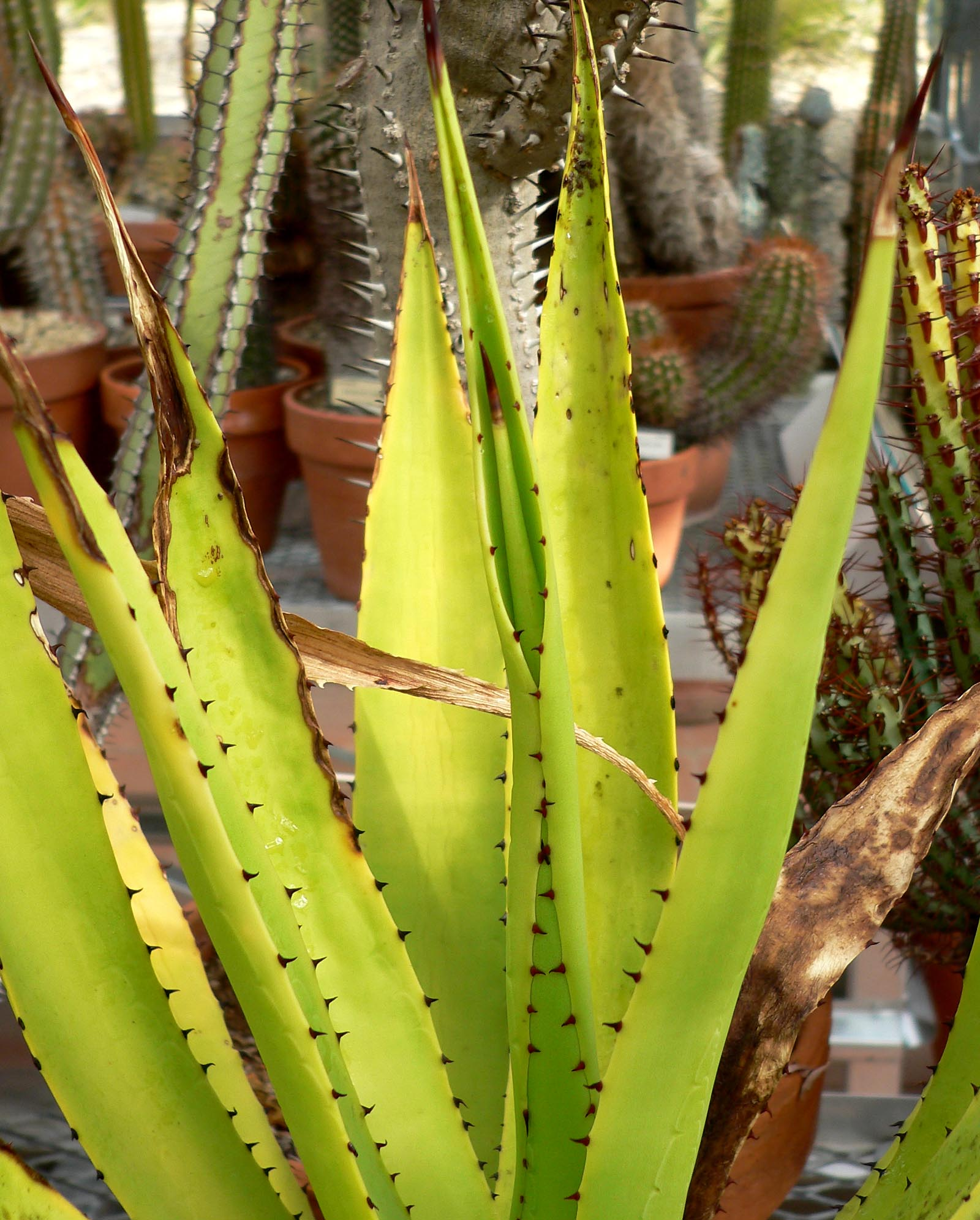